# 26248 Longenecker
26248 Longenecker (tên chỉ định: 1998 QZ48) là một tiểu hành tinh vành đai chính. Nó được phát hiện bởi dự án Nghiên cứu tiểu hành tinh gần Trái Đất Lincoln ở Socorro, New Mexico, ngày 17 tháng 8 năm 1998. Nó được đặt theo tên Nevin Longenecker, an American educator ở South Bend, Indiana.